# Erith

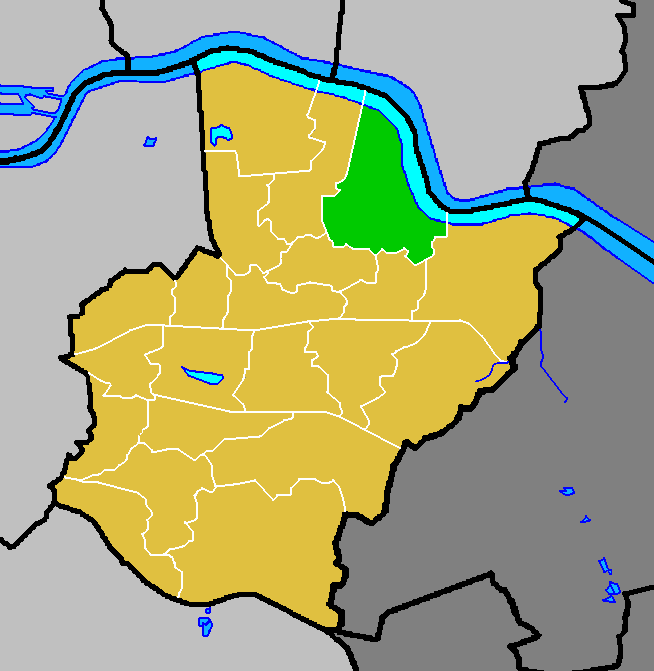
Phường Erith (xanh lá) trong Khu Bexley của Luân Đôn (vàng)

Erith (/[invalid input: 'icon'][invalid input: 'En-uk-Erith.ogg']ˈɪərɪθ/) là một quận nằm ở đông nam Luân Đôn dọc bờ sông Thames, Anh. Khu trung tâm của Erith đã trải qua một loạt quá trình đô thị hóa từ năm 1961.